# Svätý Peter
Svätý Peter (allemand : Sankt Peter ) est un village de Slovaquie situé dans la région de Nitra.

## Histoire
Première mention écrite du village en 1332.

## Démographie

### Évolution de la population
| Année:               | 1994. | 2004.   | 2014.   | 2024.   |
| -------------------- | ----- | ------- | ------- | ------- |
| Nombre de personnes: | 2636  | 2611    | 2745    | 2700    |
| Différence:          |       | -0,94 % | +5,13 % | -1,63 % |

| Année:               | 2023. | 2024.   |
| -------------------- | ----- | ------- |
| Nombre de personnes: | 2708  | 2700    |
| Différence:          |       | -0,29 % |